# Championnat du Maroc de football de cinquième division
Le Championnat du Maroc de football de cinquième division est une compétition marocaine de football qui est l'équivalent de la Division 5, derrière la Botola Pro1, la Botola Pro2, le Botola Amt1 et le championnat Botola Amt2.

## Histoire

Logo du GNFA

Avant 2004, cette compétition portait le nom de la Rabita du football amateur 3, puis le nom de Groupement National de Football Amateurs 3 jusqu'à 2015, avant la création de Ligue Nationale du football Amateurs.
Depuis la saison 2018-2019, cette division incorpore les équipes réserves des clubs professionnels, qui sont promus des ligues régionales.

## La compétition
Le championnat du Maroc Amateurs II est composé de 3 groupes de 16 équipes et un groupe de 14 équipes, soit 62 clubs au total pour la saison 2024-2025. 
Les équipes sont classées selon leur nombre de points, lesquels sont répartis ainsi : 3 points pour une victoire, 1 point pour un match nul, zéro point pour une défaite et en cas de forfait.

## Promotion / Relégation
Le clubs le mieux classé dans chaque groupe est promu en Amateurs I.
Au niveau de la relégation, les quatre derniers de chaque groupe à 16 équipes et les trois derniers du groupe à 14 équipes sont relégués à l'étage inférieur, les ligues régionales de football.

## Clubs de la saison 2021/2022
| - Poule Nord-Est - Wydad Sefrou - Club Sportif Fnideq - Union Ben Tayeb - Ajax Tanger - Hassania Guercif - Club de Kasr Lakbir - Renaissance Zaio - CUS Aglmous - CS Ifrane - Union Aknol - Chabab Seloun - Chabab Larache - Renaissance Martil - Chabab Kawakeb Fès - Amal Aroui - Ithad Chaouen | - Poule Nord-Ouest 2024-2025 - Association des Jeunes Sportifs - Chabab Mrirt - Club Sportif Nouacer Ouled Salah - FAR de Rabat rés. - Itihad Fqih Ben Salah - Raja Club Athletic rés. - Nadi Amal Sidi Rahhal - Tihad Salé - CNW Sidi Moumen - Hassnia Khouribga - Raja El Jadida - Renaissance de Settat - Youssoufia Club de Rabat | - Groupe Sud - US Fkih Bnsaleh - USM Kasbat Laâzaz - Rajae Bengrir - US Bejjaâd - WS Safi - ASM Jarf - ASE Anza - AS Essaouira - ASG Gerdan - CSM Bouyazkarn - CFS Bennour - OC Safi rés. - AUFI - CSKT | - Groupe Sahara 2024-2025 - Mouloudia Tarfaya - OCP Foss Boucraa - CF Fam Louad - Club Sadaka Sportif Tan Tan - CM Laâyoune - Association Afak Lamhirez - Chabab Club Akhenfir - Club Jeunesse Outia - Union Assa Zak - Club Agroub Dakhla - Chabab Sakia Elhamra - Olympique Guelmim |